# Jardines del Manoir d'Eyrignac
Los Jardines del Manoir d'Eyrignac (en francés: Jardins du Manoir d'Eyrignac) es un jardín botánico y arboreto de unas 4 hectáreas de extensión de administración privada, que se encuentra en la proximidad de Salignac-Eyvigues, Francia.
El edificio está inscrito en los Monuments Historiques (Monumentos Históricos de Francia) y está catalogado en la base Mérimée, base de bienes del patrimonio arquitectónico francés del ministerio de Cultura de Francia.
Este jardín fue catalogado como jardín notable el 3 de enero de 2013 por el Ministerio de Cultura y Comunicación de Francia. También forma parte de la asociación Les Plus Beaux Jardins de France.

## Localización
Salignac-Eyvigues se forma a partir de la fusión de tres comunas: Eybènes fusionó con Eyvigues en 1827 bajo el nombre de Eyvignes-et-Eybènes luego se fusionó con Salignac en 1965 para formar Salignac-Eyvignes. En 2001, la comuna cambia el nombre para convertirse en Salignac-Eyvigues
Situada en los confines de la "causse de Martel" y en el costado de la zona boscosa del Périgord, la población de Salignac se afirma en el transcurso de los tiempos como un lugar de tránsito entre Quercy, Limousin y el "Périgord noir".
Los Jardines del Manoir d'Eyrignac se ubican no muy lejos de las Grottes de Lascaux y de Sarlat.
Jardins du Manoir d'Eyrignac, Code Postal 24590 Salignac-Eyvigues, Département de Dordogne, Aquitaine, France-Francia.
Visitable todo el año previa cita, se cobra una tarifa de entrada..

## Historia
El Manoir d'Eyrignac fue construido en el siglo XVII y los primeros jardines fueron creados en el siglo XVIII.
Estos jardines fueron creados originalmente en el siglo XVIII, en el estilo de jardins à la française.
Estos fueron transmitidos por la herencia de los hijos e hijas de la misma familia durante quinientos años: veintidós generaciones han seguido desde la construcción del primer castillo.
Durante la época de la La Fronde des princes (1650-1653) en el siglo XVII, en rebelión contra Jules Mazarin, el antepasado del actual propietario permaneció en el bando leal: las tropas del Grand Condé, en represalia destruyeron el primer castillo que databa de la Alta Edad Media.
El manoir actual fue reconstruido por Antoine de Costes de la Calprenède en el siglo XVII sobre las ruinas del antiguo. Los primeros jardines fueron creados en el siglo XVIII, gracias a la iniciativa de Louis-Antoine Gabriel de la Calprenède (bisnieto de Antoine): se construyeron en estilo de "jardins à la française" inspirados en los jardines de las villas de Italia como los gustos de la época requerían. 
Estos fueron remodelados completamente en el siglo XIX para adaptarlos a la nueva moda imperante, como un parc à l'anglaise.
El padre del actual propietario devolvió la vida a los jardines franceses de Eyrignac. Basándose en su propia inspiración, buscó sobre el terreno todas las huellas del antiguo jardín: muretes, escaleras, las cuencas de los diseños originales, etc. Él mismo diseñó el jardín tan a menudo imaginado y que correspondía a su carácter.

## El estilo

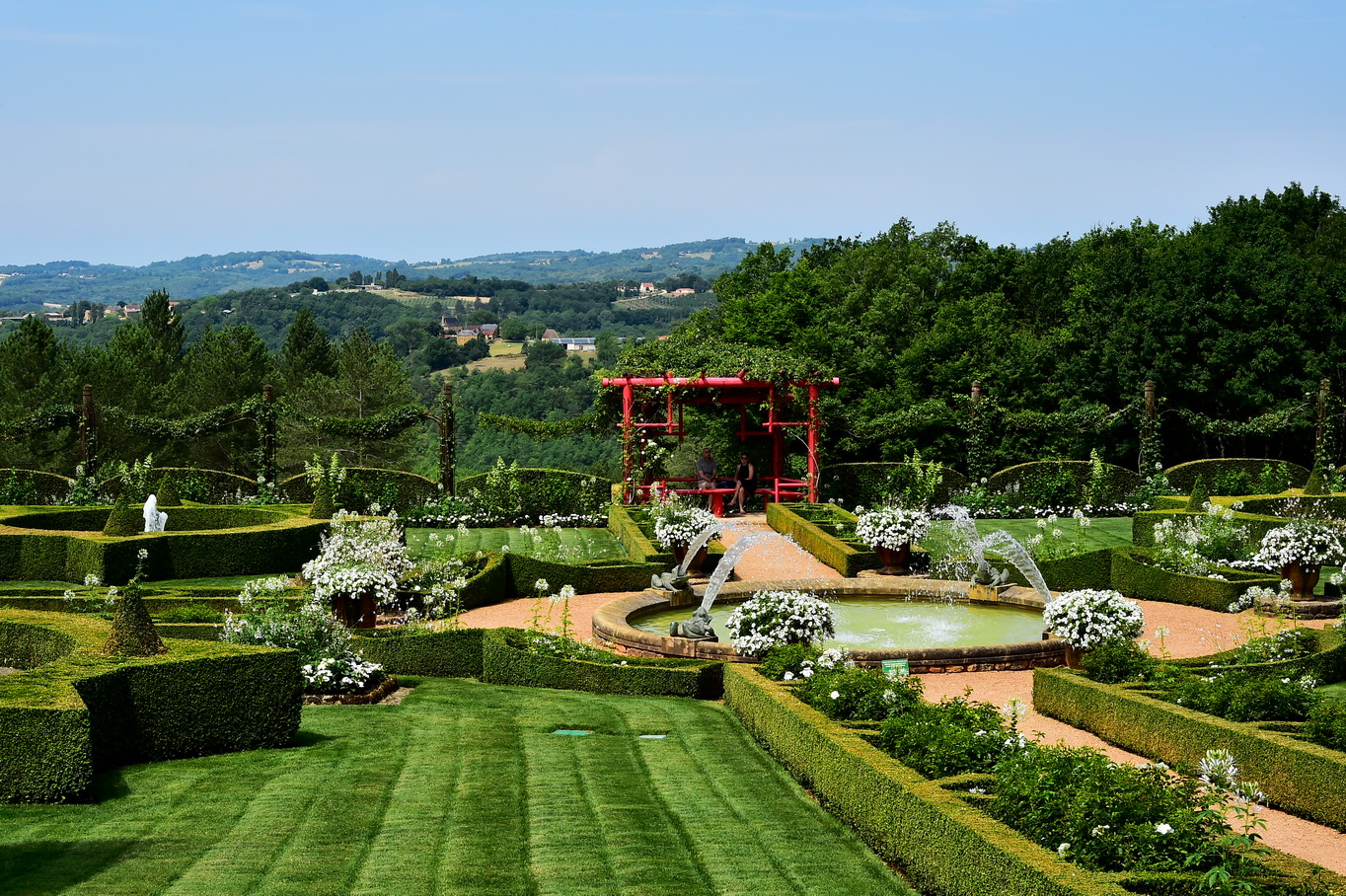
Le Jardin Blanc

Este "jardin à la française", viene en todos los tonos de verde: tejos, bojes, carpes y ciprés son las principales especies del jardín. Formas y caminos muy geométricos y muy rectos, que recuerdan el estilo original.
Estos volúmenes de Topiarias son los que hacen la característica específica de Eyrignac: esculturas vegetales, salas verdes, bordados de boj en los parterres a la francesa, etc. La diversidad de formas permanece en armonía con las líneas arquitectónicas de la casa y el área natural protegida (doscientas hectáreas) que lo rodean.
En estos jardines se mezclan equilibrio clásico y estructurado de los jardines a la francesa con los movimientos y la fantasía del lejano Renacimiento italiano.
Esta decoración sirve como telón de fondo a la mansión siglo XVII. Tiene la ventaja de permanecer atractivo sin importar la época del año, el propietario Patrick Sermadiras lo mantiene bien cuidado.
Hay una colección de rosas blancas que resaltan contra los tonos verdes dominantes, todos asociados con las características del agua 5 estanques. 
En 2013, se amplió con 4 nuevas coloridas secciones para descubrir: el Jardín Huerto, Jardín de flores, Jardín de las fuentes y el Prado florido. 
Abierto en los paisajes de los alrededores, que crean un conjunto de escenas ornamentales y de país, armoniosamente entrelazadas a la fuerza y el rigor de los jardines verdes.
También alberga una serie de árboles notables.
Algunas vistas en el "Jardins du Manoir d'Eyrignac".

Detalles
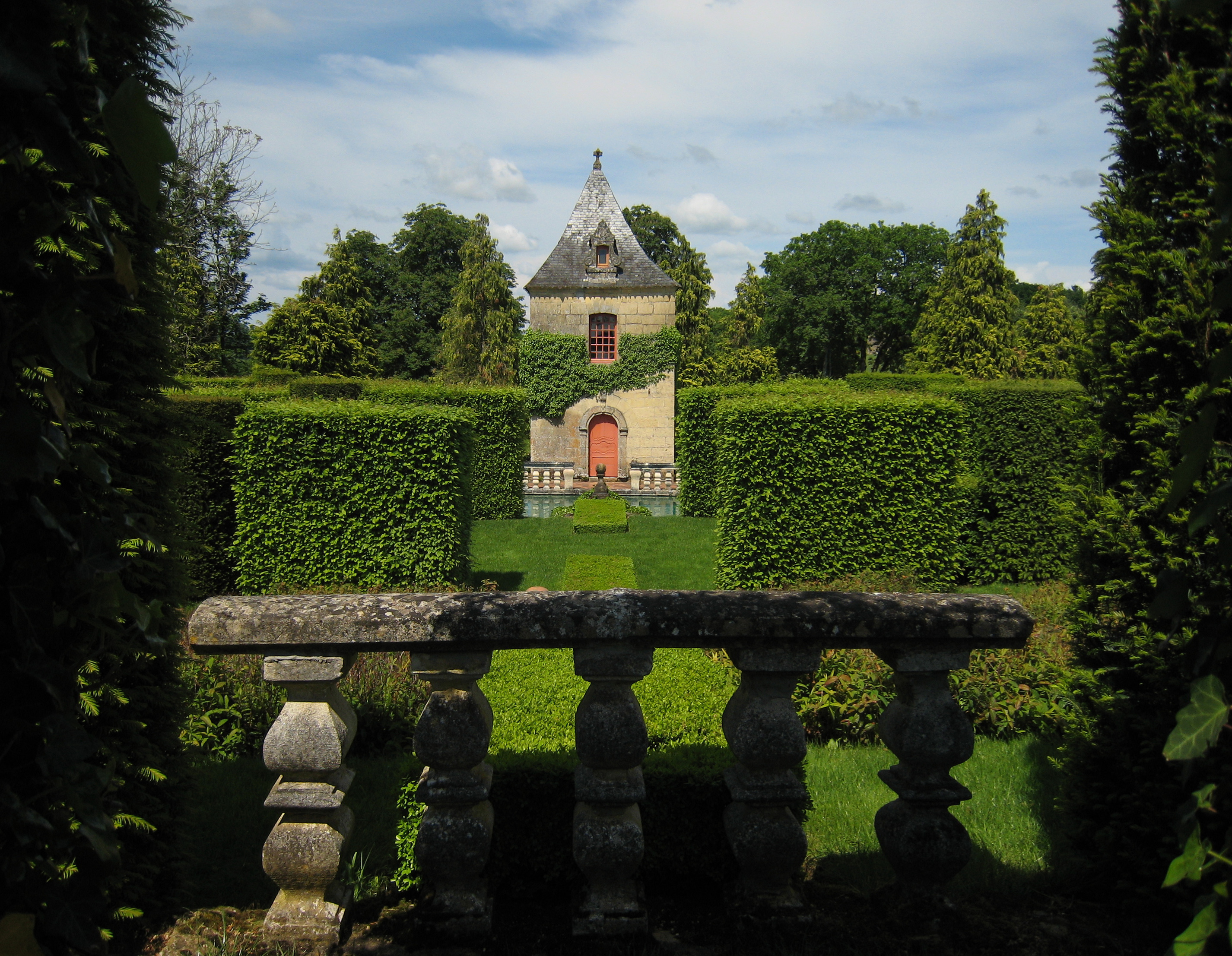
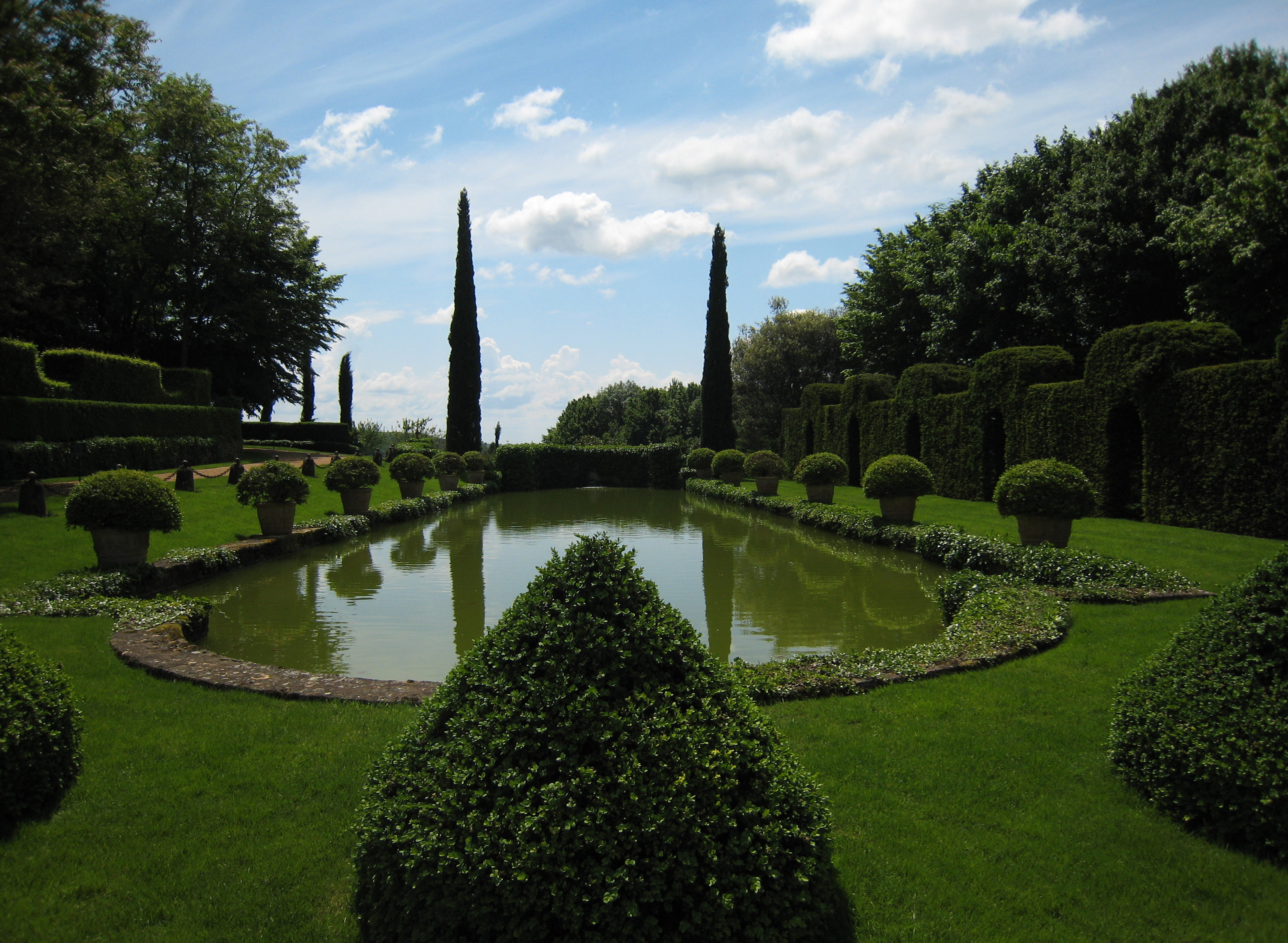
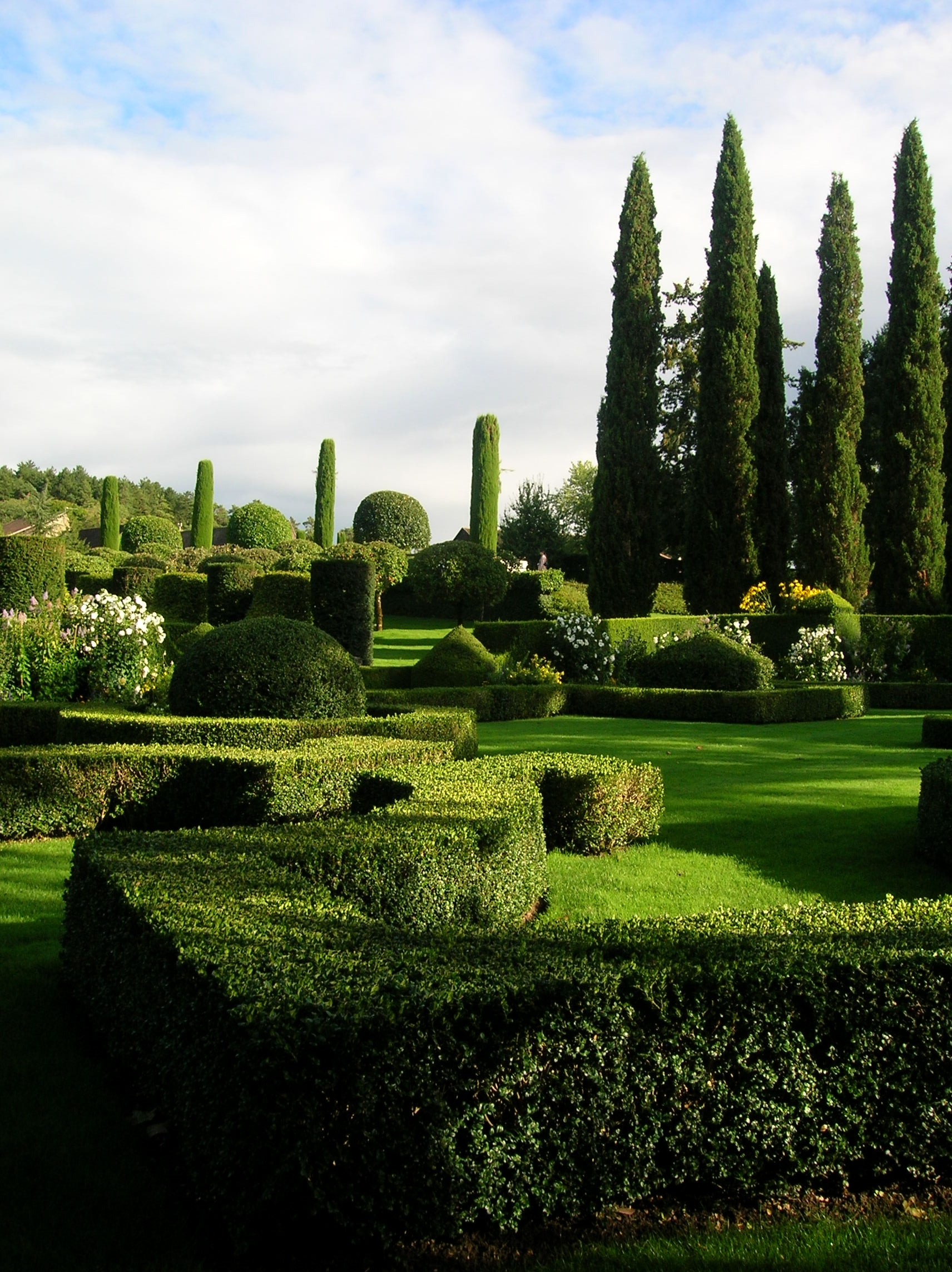
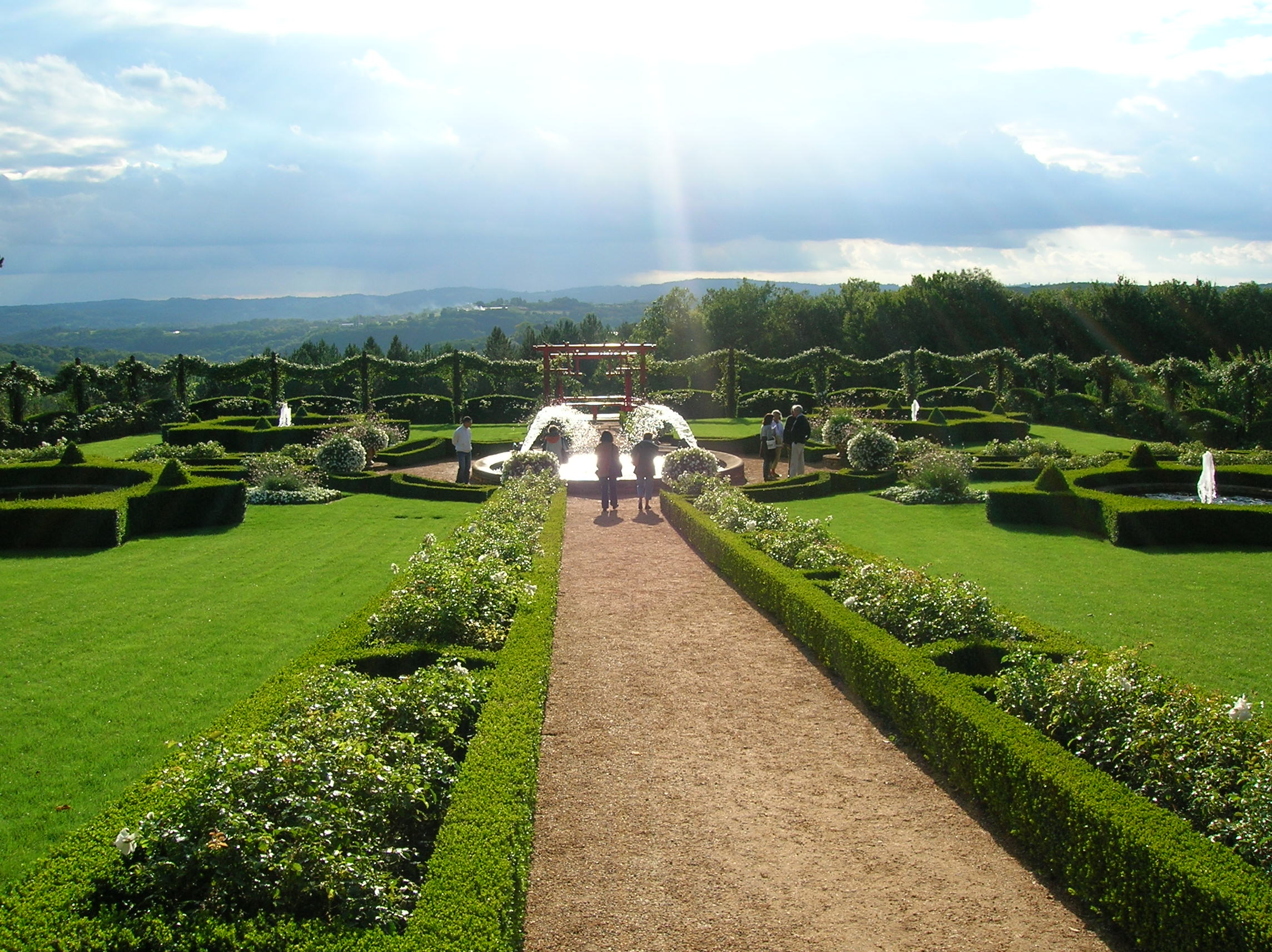
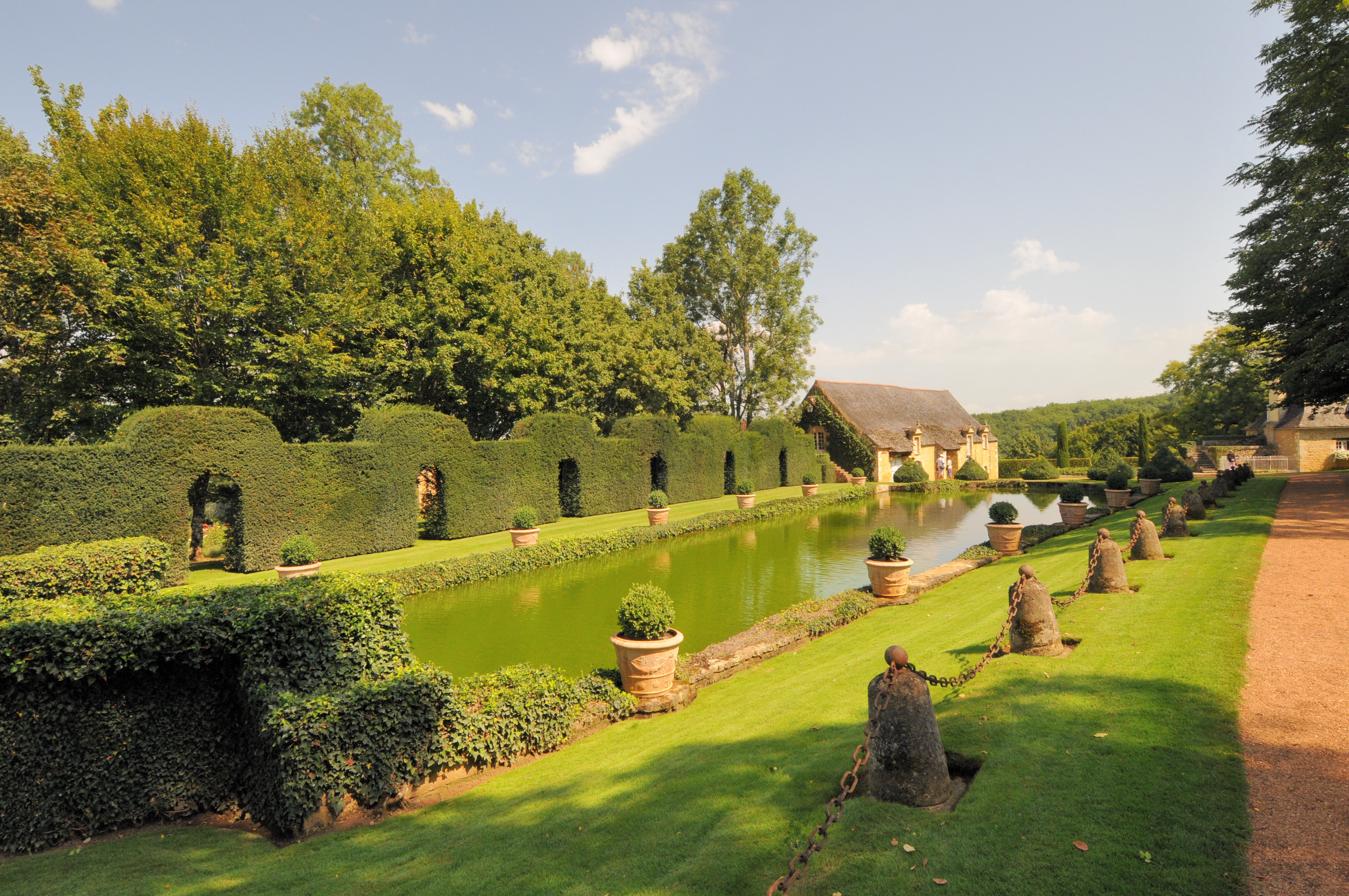

## Enlaces externos

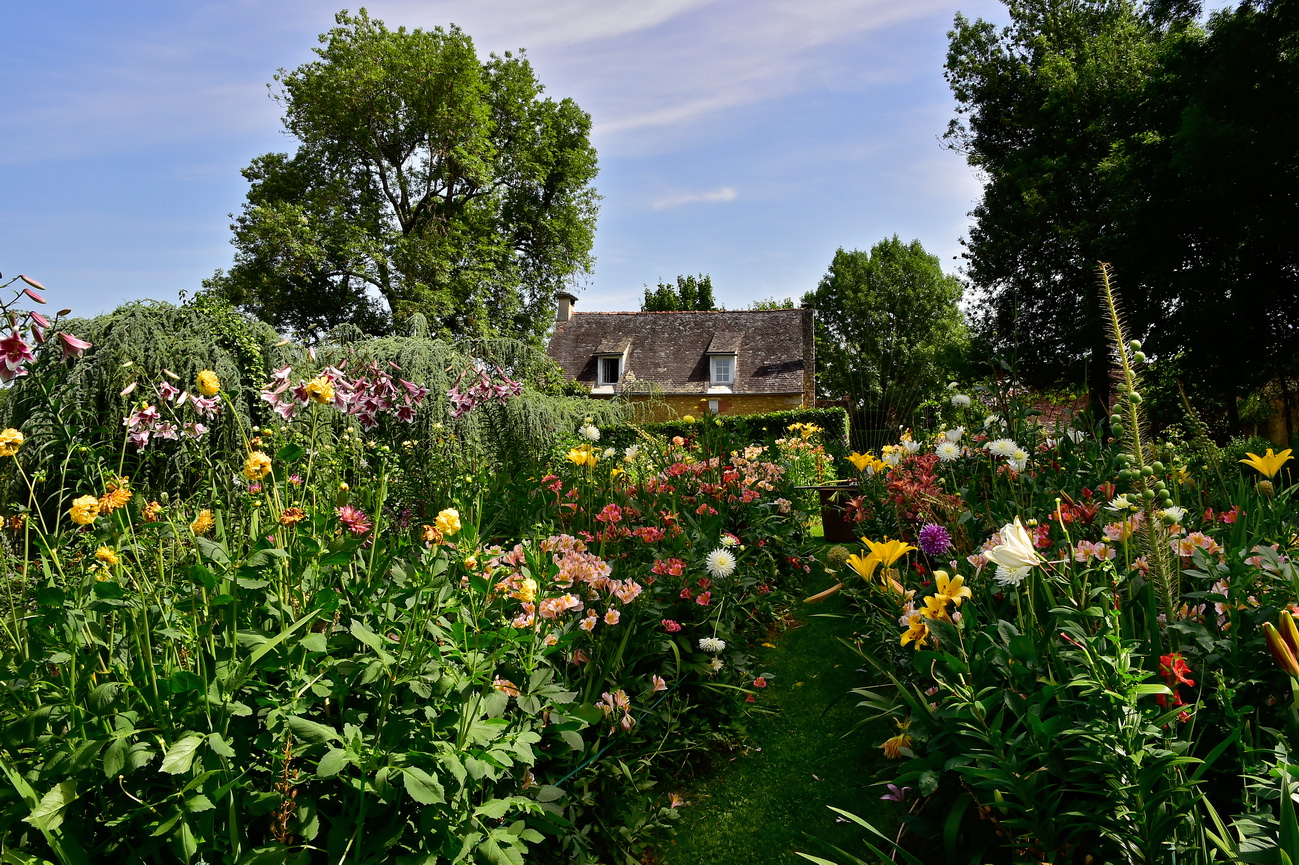
Le Jardin Fleuriste et le Jardin Potager